# Michel Sintzoff
Michel Sintzoff (né à Ixelles le 12 août 1938 et mort à Ottignies-Louvain-la-Neuve le 28 novembre 2010) est un mathématicien et informaticien belge, précurseur de l'interprétation abstraite de programmes.

## Biographie
Michel Sintzoff est diplômé en mathématiques à l’université catholique de Louvain (UCL) en 1962. Il effectue un service civil comme enseignant de mathématiques à l'université de Lumumbashi  (Katanga), puis rejoint le laboratoire MBLE de Philips à Bruxelles en 1964, où il travaille pendant 18 ans dans le domaine des langages de programmation, sémantique formelle, analyse de programmes et programmation concurrente. En 1982, il rejoint le département d’informatique de l’UCL nouvellement créé comme professeur ordinaire, où il travaille sur des systèmes de preuves, théorie du contrôle et les systèmes dynamiques, jusqu'en 2003 où il devient professeur émérite.

## Contributions et actions
Les intérêts et contributions de  tournent autour de l’écriture et de la correction de programmes. Il est notamment impliqué dans la conception de  langages de programmation, dans la méthodologie de la programmation, les mathématiques de la construction de programmes, les méthodes de conception de logiciels, les modèles de systèmes dynamiques, l'algorithmique, les langages formels et la sémantique mathématique. Il a écrit une vingtaine de contributions sur ces sujets. L'article Calculating properties of programs by valuations on specific models de 1972 est considéré comme un article précurseur au concept d’interprétation abstraite.
Sintzoff a eu une grande activité dans la communauté scientifique. Ainsi, il est l'un des fondateurs de l'EATCS.  Il est l'un des auteurs du Revised Report on the Algorithmic Language qui spécifie le langage Algol 68. Il était aussi l’un des coauteurs du livre publié sous un pseudonyme : Anna Gram, Raisonner pour programmer, Paris, Dunod, coll. « Dunod informatique », 1986, 388 p. (ISBN 978-2-04-016535-2). En 1993, il est fait docteur honoris causa de l'Université Joseph-Fourier de Grenoble.
Il était membre du IFIP Working Group 2.1 (en) Algorithmic Languages and Calculi depuis 1968 et du IFIP Working Group 2.3 Programming Methodology depuis 1976 ; il était le président de ce dernier de 2003 à 2006
Sintzoff est éditeur fondateur du périodique Science of Computer Programming.

## Distinctions
Michel Sintzoff est fait docteur honoris causa de l'Université Joseph Fourier de Grenoble en 1993. La même année, il est devient chevalier des Palmes Académiques. Il était membre de l'Academia europaea depuis 1993.